# Cristian Gaţu
Cristian Gaţu   (Bucarest, 20 d'agost de 1945) és un jugador d'handbol romanès, ja retirat, que va competir durant la dècada de 1970.
El 1972 va prendre part en els Jocs Olímpics d'Estiu de Munic, on va guanyar la medalla de bronze en la competició d'handbol. Hi va jugar els sis partits i marcà cinc gols. Quatre anys més tard, als Jocs de Montreal, guanyà la medalla d'argent en la mateixa competició. Hi jugà cinc partits i va marcar vuit gols. En el seu palmarès també destaquen tres medalles al Campionat del Món, de bronze el 1967 i d'or el 1970 i 1974. Amb la selecció romanesa jugà un total de 212 partits.
A nivell de clubs jugà al Steaua de Bucarest, amb qui va guanyar 10 edicions de la lliga romanesa d'handbol i la Copa d'Europa d'Handbol de 1977.
Una vegada retirat va continuar vinculat a l'handbol, sent president de la Federació Romanesa d'Handbol entre 1996 i 2014.